# دریای شمال
دریای شمال دریایی کرانه‌ای از اقیانوس اطلس است که با بیش از ۹۷۰ کیلومتر (۶۰۰ مایل) طول و ۵۸۰ کیلومتر (۳۶۰ مایل) پهنا، دارای مساحتی نزدیک به ۵۷۰٬۰۰۰ کیلومتر مربع (۲۲۰٬۰۰۰ مایل مربع) در بخش شمالی قارهٔ اروپا گسترده‌است. دریای شمال در میان جزایر بریتانیا، اسکاندیناوی، آلمان، هلند، بلژیک، و فرانسه قرار دارد.
قسمت بزرگی از حوزهٔ آبریز اروپا شمال دریای بالتیک وارد دریای شمال می‌شود. دریای شمال دریایی درون‌بوم در فلات‌قارهٔ اروپا است. این دریا از مسیر کانال مانش در جنوب و دریای نروژ در شمال به اقیانوس می‌پیوندد.
دریای شمال از مدت‌ها پیش صحنه مهمی برای خطوط حمل و نقل اروپا و نیز به عنوان یک منبع پراهمیت شیلات بوده‌است. این دریا برای تفریح و گردشگری برای مردم کشورهای هم‌مرز خود نیز مسیری بسیار محبوب و متداول است و اخیراً به یک منبع غنی از منابع انرژی از جمله سوخت‌های فسیلی، انرژی باد تبدیل شده، و تلاش‌های اولیه برای بهره‌گیری از انرژی موج توسعه یافته‌است.
میتل‌پلاته، نام بزرگ‌ترین میدان نفتی آلمان در دریای شمال است.

نقشه دریای شمال